# Callejoneadas

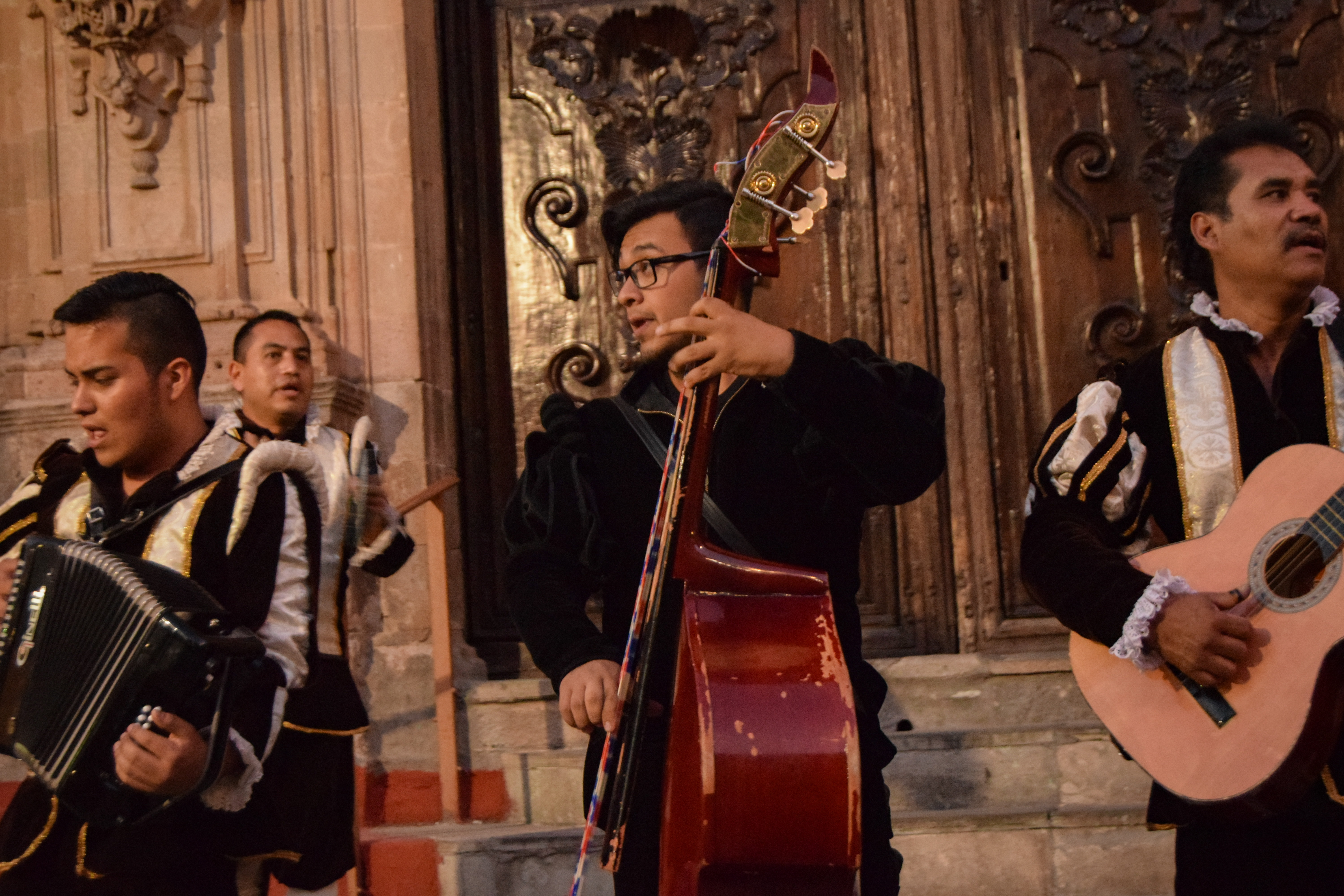
Callejoneadas guanajuatenses

Las callejoneadas son una tradición que se lleva a cabo en la capital de Guanajuato desde 1881. A los visitantes que asisten a este evento se les da un recorrido por los principales callejones de la capital, iniciando por el Teatro Juárez mientras van acompañados de una estudiantina o tunas, las cuales van interpretando diferentes canciones, entre ellas serenatas, y también narran mitos y leyendas en cada paradero del recorrido. Durante el recorrido a las mujeres se les entrega una rosa y a los hombres se les da un tarro de barro con una bebida. Es un recorrido interactivo ya que los miembros de la estudiantina invitan a participar a todo público cantando, el recorrido finaliza en el callejón del beso. Estos recorridos se llevan a cabo los días lunes, miércoles, jueves y domingo, el primer recorrido comienza a las 16:00 y el último a las 22:00.

## Historia y orígenes

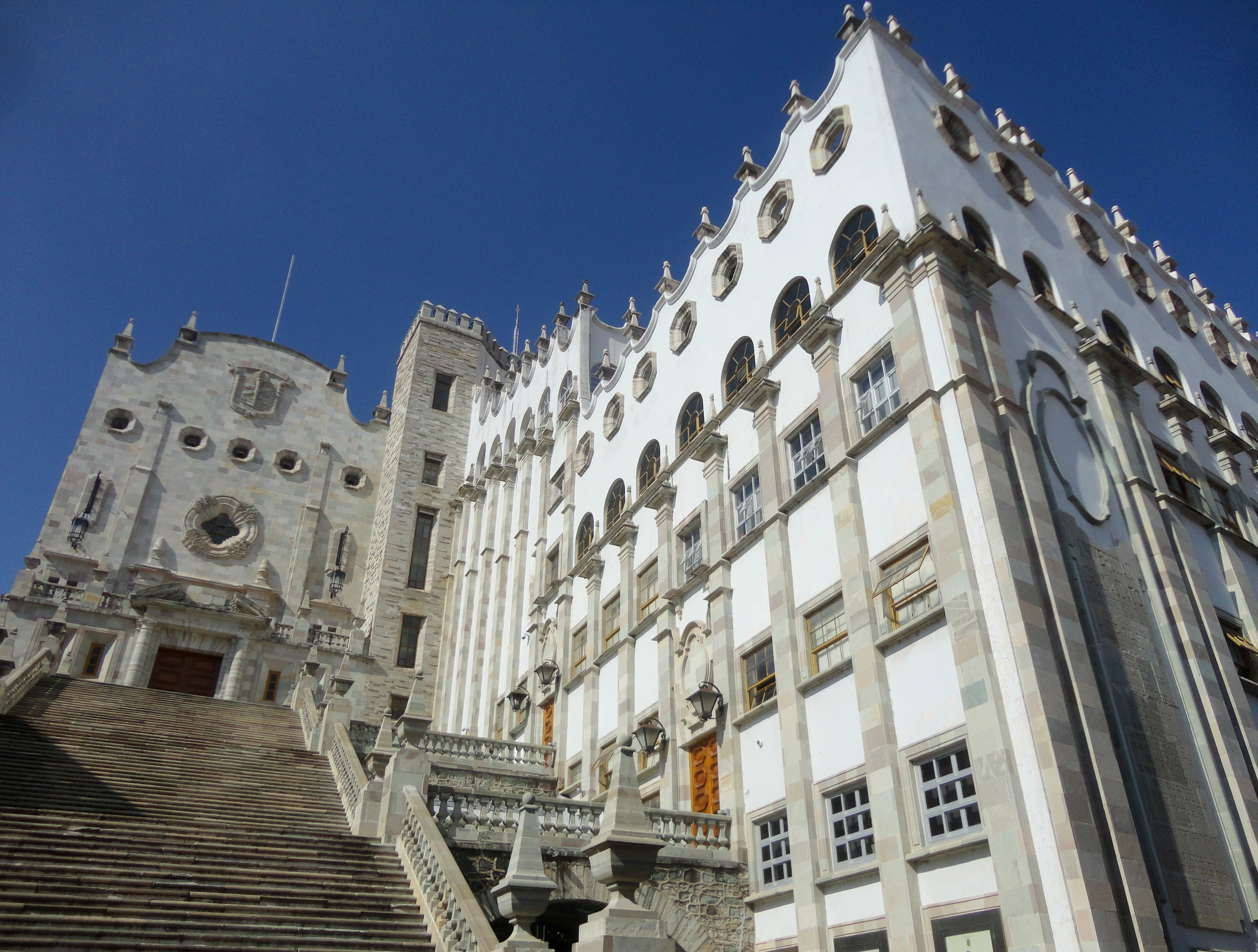
Universidad de Guanajuato

Las estudiantinas se comienzan a dar en el año 1881 en La Universidad de Guanajuato, pero se oficializa este recorrido el 13 de abril de 1963 bajo el mando de Daniel Chowell, ese día el grupo musical universitario hace su debut en la Plazuela de San Roque después de los Entremeses cervantinos que se realizaban en el Teatro Universitario.
Este recorrido que hasta la fecha es una de las principales tradiciones guanajuatenses nace de la inspiración de los grupos tunos universitarios de ciudades españolas como Salamanca y Granada, en Guanajuato se forma como tal la estudiantina de La Universidad de Guanajuato en 1962.

## Orígenes de las estudiantinas
Las estudiantinas o también llamadas “tunas”, son un conjunto o una hermandad la cual está formada por estudiantes universitarios que interpretan diversas canciones de varios géneros en diferentes instrumentos.
En México el vocablo tuna se le conoce más como un fruto del nopal, por lo que se decide nombrar a este tipo de grupos como estudiantina, que hace referencia a grupos conformados por estudiantes que visten a la usanza del antiguo traje escolar de las universidades españolas del siglo XIV y XV.
Una de las características más destacadas dentro de las tunas son sus típicos vestuarios españoles los cuales constan de 6 prendas obligatorias, además de lo que cada grupo quiera agregar como sello personal:
El traje del tuno o indumentaria, se conforma de un jubón o casaca, pantaloncillo, capa, medias o calzas, zapatos con hebilla y camisa blanca. Algunos más agregan algunos sombreros conocidos como bicornios o sombreros de copa.

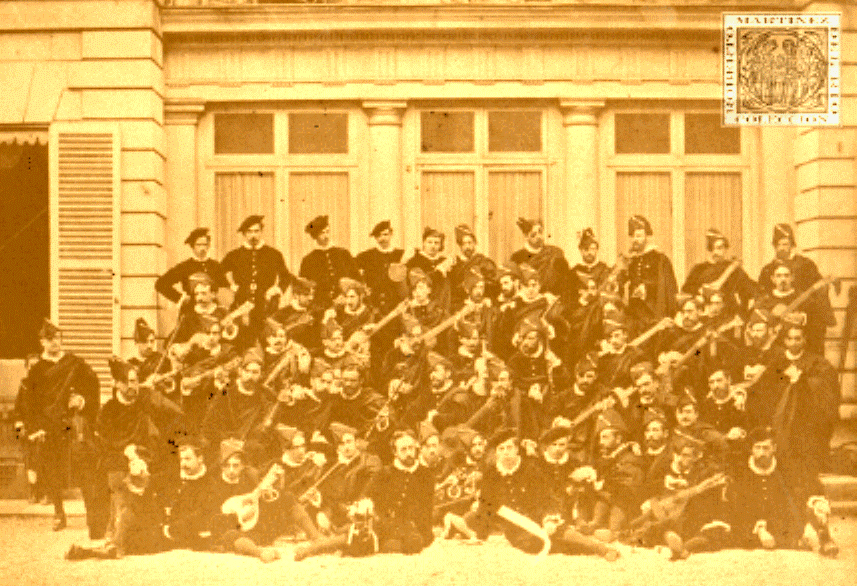
Estudiantina española

La estudiantina tiene su origen en el siglo XVI en España, el principal motivo por el que se comienzan a crear estos grupos es para poder generar dinero, ya que los estudiantes quienes conformaban estos grupos intérpretes eran de bajos recursos y se les llamaba “capigorrones” o “sopistas”, debido a que traían una cuchara o un tenedor colgando ( de ahí que el símbolo de las estudiantinas sea un gorro y un tenedor), algunos vivían en albergues entonces para poder tener algo de diversión comenzaron a desarrollar habilidades artísticas y más adelante con sus presentaciones musicales comienzan a ganar dinero.

Hay otra teoría respecto al nacimiento de las estudiantinas:
Analistas ubican su origen entre el siglo XIII o XIV con los continuadores de la tradición goliarda, que en la Edad Media era un tipo de clérigo itinerante que aprovechaba la tradición de hospedaje de los monasterios para vivir sin trabajar, destacándose por su predilección por la música, la bebida y la comida.
Las tunas en La Universidad de Guanajuato comienzan en el departamento de arquitectura, al principio se hacían como un show para el entretenimiento de los estudiantes, pero tuvo tal nivel de aceptación, que para 1963 se oficializan las tunas, ese mismo año se grabó un disco con la música que interpretaban.

## Instrumentos y música que interpretan las tunas
Las estudiantinas en su repertorio cuentan con música española, mexicana y algunas canciones populares de México, pero sus inicios de las tunas en México son inspirados en el repertorio musical de las estudiantinas en España.
El repertorio de las tunas comienza por las llamadas “canciones de ronda”, las cuales son composiciones donde la melodía es la misma para todos los coros y lo único que cambia son los tiempos, también incluye serenatas que comúnmente son interpretadas por los mariachis y temas musicales propios del folclore ibérico.
Su repertorio dentro de las callejoneadas ha ido ampliándose con el pasar del tiempo, agregando pasodobles, folclore regional, algunos valses e incluso canciones en otros idiomas.  Algunas estudiantinas son cantautoras y tocan sus piezas en vivo.

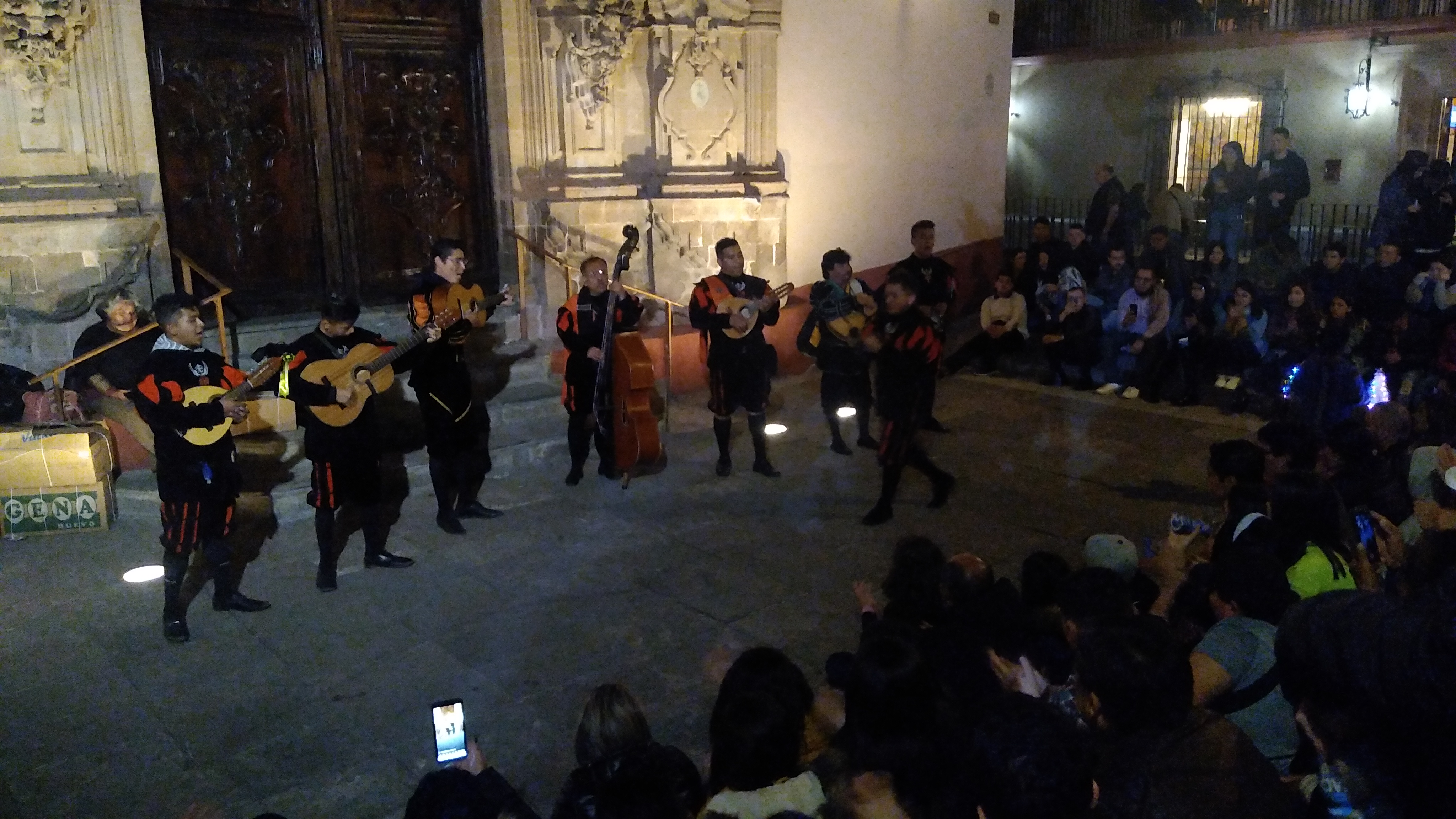
Callejoneada en Guanajuato

Algunas de las canciones que interpretan las tunas son: 
- Caminos de Guanajuato.
- Carmen.
- Cielito lindo.
- Caminito de santuario.
- Las cintas de mi capa.
- De colores.
- Don Quijote.
- Españolerias.
- Estudiante de leyes.
- El milagro de tus ojos.
- Mujer te canta distrito.
- Serenata mariachi.[9]

Los instrumentos que se utilizan en las estudiantinas son:

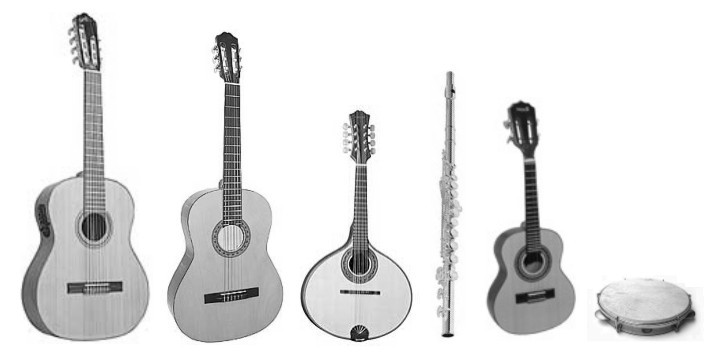
Instrumentos de cuerdas

- Guitarra.
- Bandurria.
- Pandero.
- Acordeón.
- Contrabajo.
- Mandolina.
- Violín.
- Salterio.
- Castañuelas.
- Laúd.
- Flautas transversas.[2]

## Recorrido
Las estudiantinas forman parte de la cultura de Guanajuato, estos recorridos son muy populares entre extranjeros y también visitantes nacionales, ya que se recorren los callejones más importantes de la región:

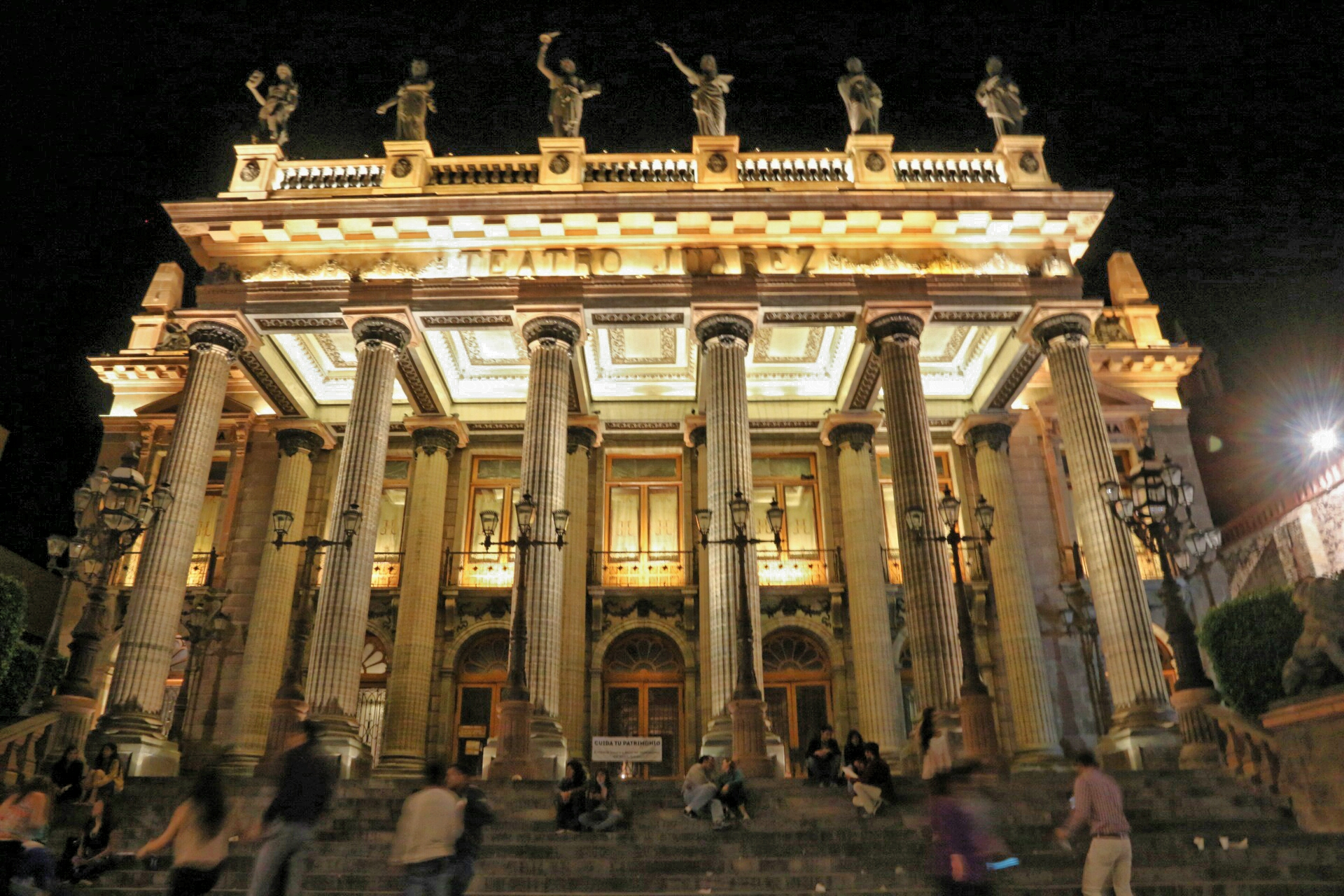
Teatro Juárez

Algunas de las estudiantinas en Guanajuato:
- Tuna Colegiata Real de Guanajuato.

- Tuna de Oro de Guanajuato.
- La Estudiantina de Guanajuato.[10]

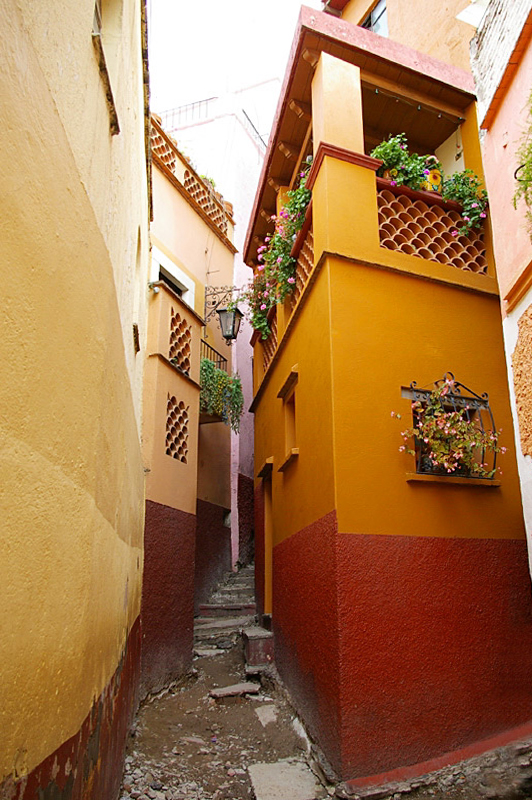
Callejón del beso

En el presente hay diversas estudiantinas en la capital de Guanajuato, algunas empiezan en el Teatro Juárez y otras en el atrio del Templo de San Diego, jardín de la unión o plaza de la Paz. Se inicia con una breve descripción de cómo se va a llevar a cabo el recorrido y lo que se va a hacer en cada punto en el que el grupo se vaya a detener. El primer punto es el callejón Salto del mono después la Plaza San Cayetano y en esta parada las personas pueden bailar al son de la música; más adelante se lleva a cabo uno de los momentos más importantes dentro del recorrido y es cuando las parejas de las damas les regalan una rosa y les pueden recitar un poema o cantar junto con la estudiantina y para finalizar llegan al callejón del beso. En total se visitan siete de los callejones más importantes de Guanajuato. Durante el recorrido, en cada parada recitan los mitos que hay en el callejón en turno e incluso interpretan escenas propias de los mitos con ayuda de los asistentes, junto con jerga guanajuatense y al momento de continuar con el recorrido dan pie a las interpretaciones musicales de su repertorio, a todos los asistentes se les da un purrón con jugo pero esta se puede entregar al finalizar el recorrido o a medio trayecto, eso depende de la estudiantina. Los recorridos duran de dos a una hora y los precios están de 100-150 pesos mexicanos.